# KBabel
KBabel це графічний інструмент для KDE для обробки та керування gettext PO-файлами. Він допомагає у перекладі документів та GUI. Крім того, KBabel містить комплексну перевірку правопису та менеджер каталогів, також полегшує роботу з CVS.